# Liolaemus constanzae
Liolaemus constanzae е вид влечуго от семейство Iguanidae.

## Разпространение
Видът е разпространен в Аржентина (Салта) и Чили (Антофагаста).